# Ikechukwu Onyeka
Ikechukwu Onyeka es un director de cine nigeriano.

## Biografía
Onyeka es nativo de Umuoji, gobierno local de Idemili North en el Estado de Anambra. En 2012, se matriculó en la Escuela de Cine de Colorado para estudiar cinematografía. Su búsqueda por obtener un conocimiento óptimo en la realización de películas fue la razón para tomar un descanso y regresar a estudiar.

## Carrera profesional
Antes de dedicarse a la realización de películas, fue un ciclista de okada. Entre 1998 y 2006 dirigió 70 películas y produjo otras trece. Se aventuró en Nollywood como administrador de propiedades, antes de convertirse en gerente de producción, productor, asistente de dirección y posteriormente director. También fundó su propia productora Lykon Pictures. En 2010, durante una entrevista en Nueva York, declaró que después de haber trabajado con la mayoría de los grandes nombres de la industria, para él, Genevieve Nnaji es la "única estrella en Nollywood", citando su profesionalismo como la razón de esto. También describió a Mercy Johnson como la cara más popular de la industria cinematográfica.

## Filmografía
- Unforeseen
- Eagle's Bride
- Slave To Lust
- Warrior's Heart
- The Captain
- Corporate Maid
- Intimidation
- Reloaded
- A Private Storm
- Mr. and Mrs.
- The Grave Dust
- Forgetting June
- Brother's Keeper